# Château de Tronjoly (Gourin)
Le château de Tronjoly  est un édifice situé à Gourin en France.

## Localisation
Le château est situé sur le territoire de la commune de Gourin au lieu-dit Tronjoly, dans le département du Morbihan en région Bretagne.

## Description
Le château date des XVIIIe et XIXe siècles. Édifice a un étage carré et étage de comble, élévation ordonnancée, construit en moellons et granite et de schiste. Toiture à longs pans brisés recouverte d'ardoises, croupe, noue. Escalier demi-œuvre.

## Historique
Château reconstruit en 1768 ; aile est reconstruite à la fin du  XIXe siècle après un incendie et toiture du logis remaniée ; chapelle détruite.
à l'emplacement d'un ancien manoir ;  propriété successive des familles Kergoët (de 1426 à 1669), Lollivier (jusqu'à la fin du XVIIIe siècle), Rouxel (à la Révolution) et Lescoët (jusqu'en 1900). Hermine de Lescoët épouse le baron Guy de Salvaing de Boissieu, qui décède en 1954 et laisse la demeure à sa fille Madeleine. C'est un Rouxel de Lescoët qui le restaure à la fin du XIXe siècle, à la suite d'un incendie. La demeure possédait autrefois une chapelle privée, un parc et un colombier. Le domaine est racheté par la commune de Gourin en 1984 ; son parc est désormais un lieu de promenade et le château abrite des expositions d'art et d'artisanat ; le théâtre de verdure sert l'été à diverses manifestations culturelles et fêtes.
Le château est inscrit à l'inventaire général du patrimoine culturel en 1986.

## Galerie

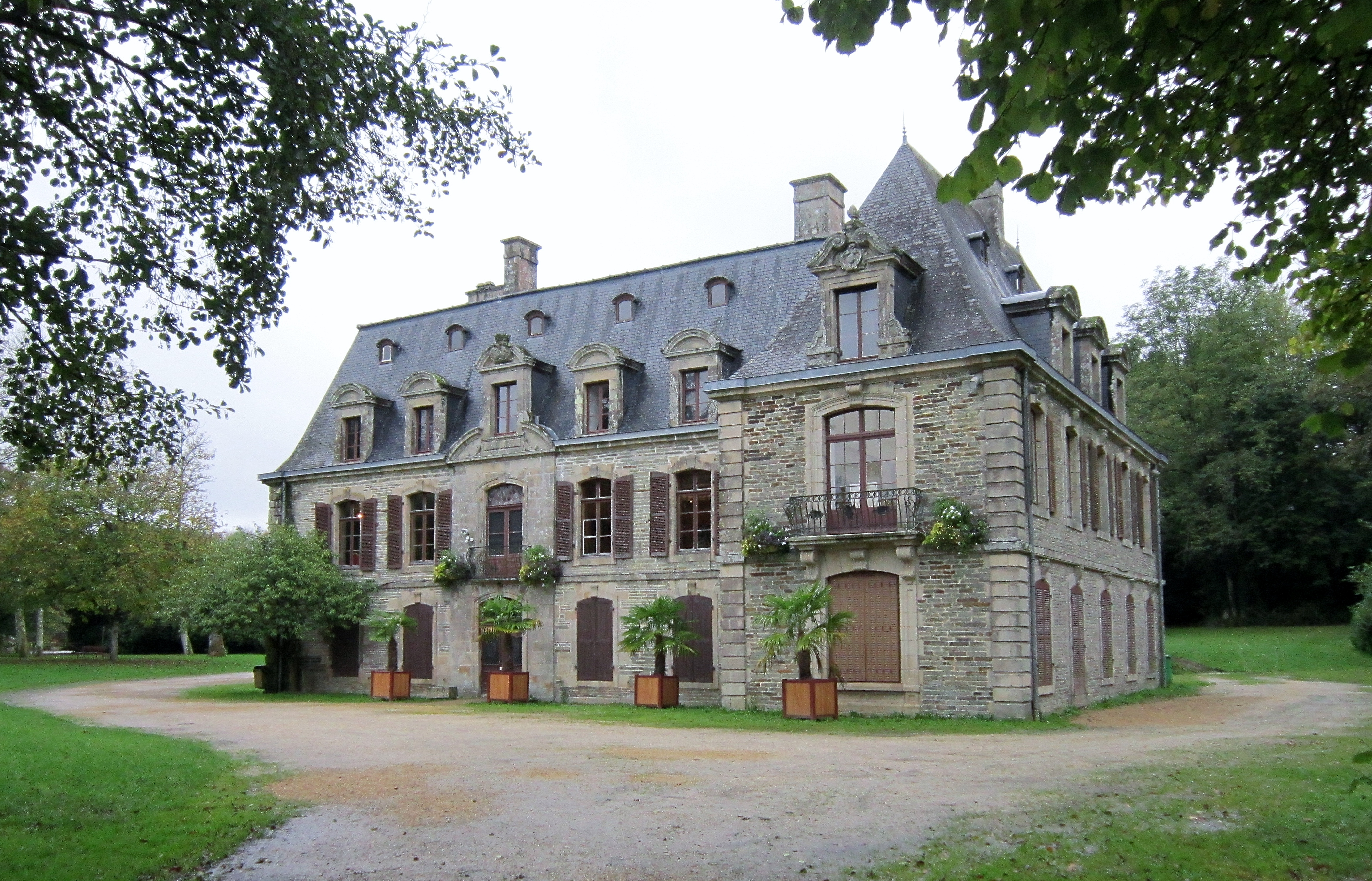
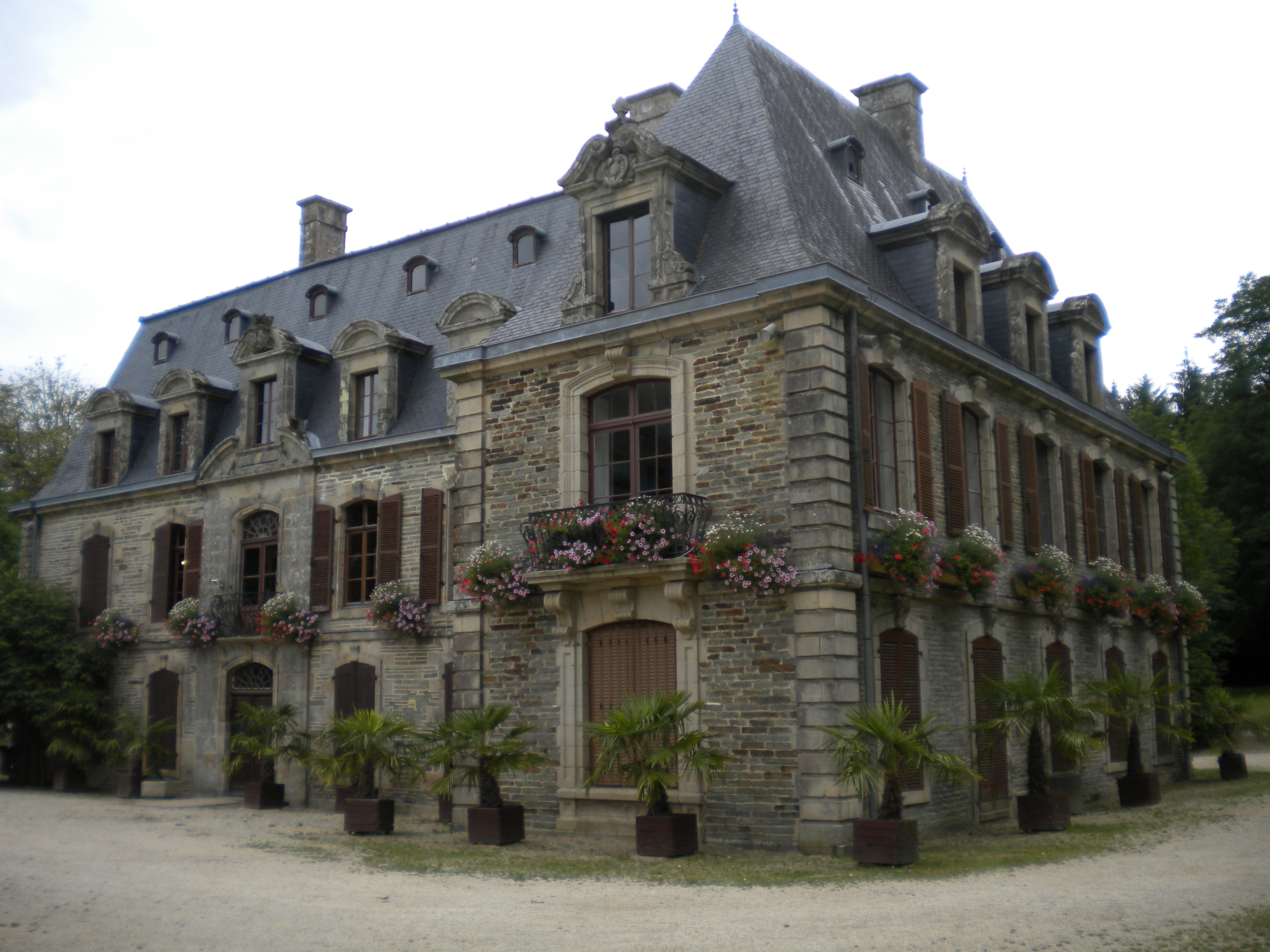
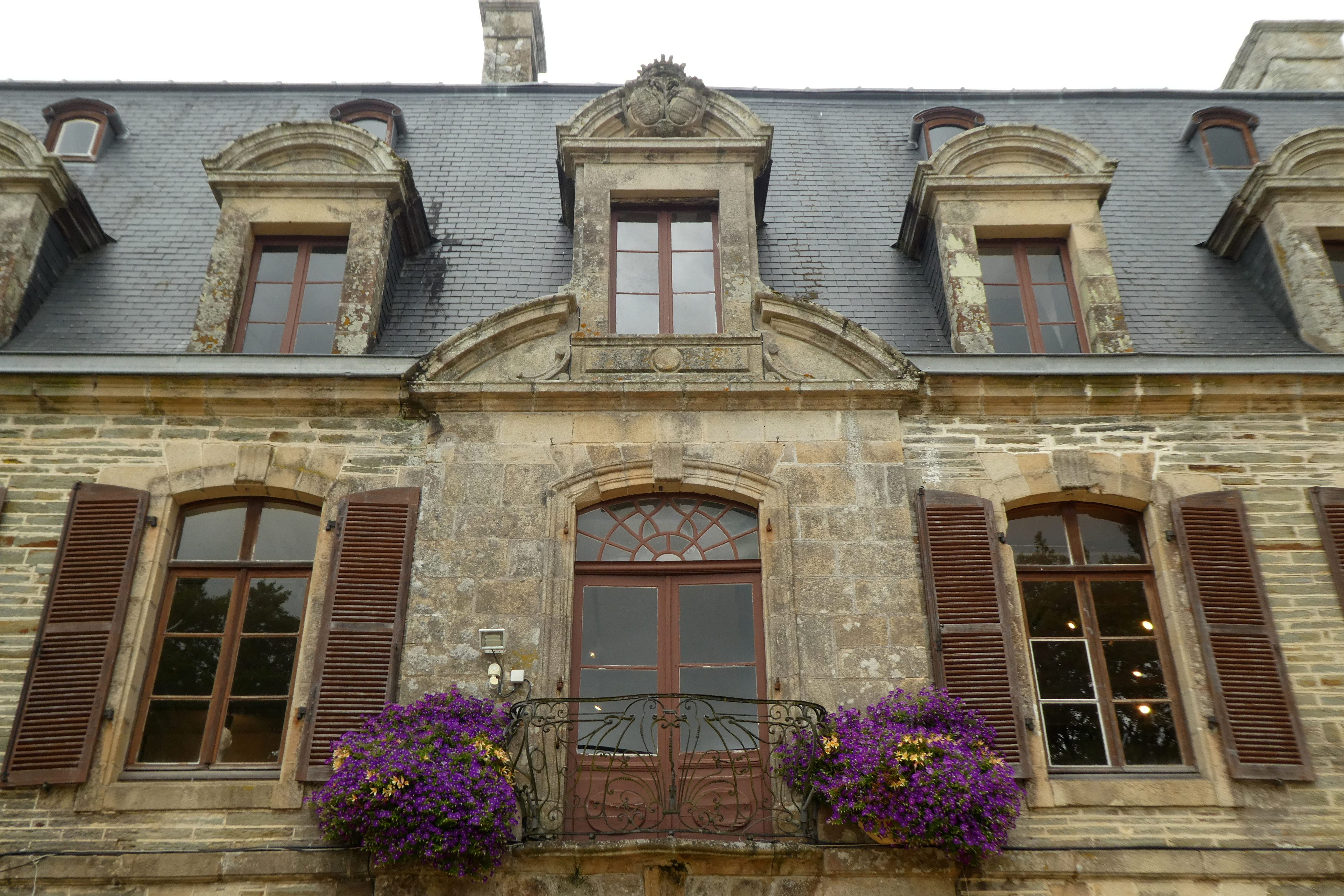